# Sleeping Dogs (Star Trek)
Sleeping Dogs is de dertiende aflevering van de serie Star Trek: Enterprise van 97 in totaal en gaat over een schipwrak dat door de bemanning van de USS Enterprise NX-01 wordt gevonden, terwijl zij een gasreus onderzoeken.

## Verloop van de aflevering in hoofdlijnen
Tijdens een onderzoek naar een gasreus, komt de bemanning van de Enterprise erachter dat een Klingonees schip langzaam neerstort richting de planeet. kapitein Jonathan Archer stuurt een team naar het schip om te onderzoeken wat er gebeurd is. Dat team treft de bemanning bewusteloos aan door een incapacitantia. Echter blijkt één vrouw nog bij bewustzijn te zijn. Ze valt het team aan en vlucht later weg in de shuttle waarmee het team aan boord was gekomen. Ze zitten vast op een schip vol potentiële vijanden en zinken langzaam in de atmosfeer. 
Zowel de bemanning op de Enterprise als het team op het Raptorklasse schip, werken aan een oplossing. overste Charles "Trip" Tucker III modificeert een shuttle, zodat die de hoge druk bij het andere schip aankan en ze het team kunnen bereiken. Luitenant Malcolm Reed probeert de fotontorpedo's in te zetten om het dalen te doen stoppen. Intussen probeert Archer de Klingonese vrouw, die ze gevangen hadden genomen, voor hun zaak te winnen. Hij legt uit dat de bemanning ziek is geworden van drank die ze gestolen hadden na een aanval op een wachtpost van de Xarantines. Hij dreigt dat de bemanning een oneervolle dood zullen sterven als ze niet helpt (doodgaan buiten een gevecht om wordt door Klingons als oneervol gezien). De vrouw belooft te zullen helpen. De fotontorpedo's hebben even later genoeg effect om het schip licht te laten stijgen, waardoor Archer en de Klingon kunnen aanmeren. 
Nadat iedereen gered is, komen twee andere schepen aanvliegen. De eerste eist dat de Enterprise zich overgeeft. Dit weigert Archer en voordat de versterking arriveert wijzigt hij de koers en vliegt weg. Het team dat op de Somraw (het andere schip) had gezeten zitten een tijd in de decontaminatiekamer, waarin ze opmerken hoe prettig het is om daar te zitten. 

## Achtergrondinformatie
- De titel van deze aflevering is afgeleid van de uitdrukking "let sleeping dogs lie" (men moet geen slapende honden wakker maken[1]).

## Acteurs

### Hoofdrollen
- Scott Bakula als kapitein Jonathan Archer
- John Billingsley als dokter Phlox
- Jolene Blalock als overste T'Pol
- Dominic Keating als luitenant Malcolm Reed
- Anthony Montgomery als vaandrig Travis Mayweather
- Linda Park als vaandrig Hoshi Sato
- Connor Trinneer als overste Charles "Trip" Tucker III

### Gastacteurs
- Michelle Bonilla als Bu'kaH
- Vaughn Armstrong als Klingonese kapitein

#### Bijrollen die niet in de aftiteling vermeld zijn
- Richard Bishop als bemanningslid van de IKS Somraw
- Michael Braveheart als bemanningslid van de IKS Somraw
- Amy Kate Connolly als bemanningslid van de Enterprise
- Ken Gruz als bemanningslid van de IKS Somraw
- Jack Guzman als bemanningslid van de Enterprise
- Aldric Horton als bemanningslid van de Enterprise
- John Jurgens als bemanningslid van de Enterprise
- Pablo Soriano als bemanningslid van de IKS Somraw
- Mark Watson als bemanningslid van de Enterprise